# 모리스 마테를링크
모리스 폴리도르 마리 베르나르 마테를링크(프랑스어: Count Maurice Polydore Marie Bernard Maeterlinck, 문화어: 모리스 매때를랭끄, 1862년 8월 29일 ~ 1949년 5월 6일) 백작은 벨기에의 시인이자, 극작가, 수필가이다.
그는 1911년 노벨 문학상을 수상하였다. 그의 작품의 주된 주제는 죽음과 삶의 의미이다. 그는 상징주의를 대표하는 작가이자 침묵과 죽음 및 불안의 극작가로 불리기도 한다.

## 일대기
모리스 마테를링크 백작은 벨기에 겐트의 프랑스어권 집안에서 태어났다. 그는 학창시절 시와 단편들을 썼으나, 뒤에 다 없애고 지금은 몇 편만이 남아있다.
그는 부유한 부르주아 가문 출신으로 겐트의 자연 속에서 행복한 어린 시절을 보냈다. 프랑스어가 모국어였고 가정교사에게 영어와 독일어를 배웠으며 8살 때 셰익스피어를 접했다고 한다. 하지만 이후 7년 동안의 생트 바르브(Sainte-Barbe) 기숙학교 생활은 그에게는 매우 고통스러운 시간이었으며 그곳에서 발견한 신은 사랑의 신이 아니라 공포로 군림하는 독재자였다. 반면 그곳에서 르 루아(G. Le Roy), 반 레르베르크(Ch. Van Lerberghe), 로덴바흐(G. Rodenbach) 등의 친구들을 만난 것은 행운이었다. 이외에도 상징주의 시인이었던 베르아랑(E. Verhaeren) 역시 이 학교 출신이다. 생트 바르브 중고등학교를 졸업한 뒤에는 아버지의 권유로 대학에서 법률을 전공하였으나 글쓰기를 계속하였고, 당시 유명 시인들의 작품을 실었던 ＜젊은 벨기에(La Jeune Belgique)＞에 시를 기고하기도 하였다.
겐트 대학교에서 법률 공부를 마친 뒤, 그는 프랑스의 파리시에서 몇 개월을 보냈다. 그는 그 곳에서 새로운 상징주의 움직임의 몇몇 구성원을 만나게 되는데, 이는 마테를링크의 작품에 큰 영향을 끼쳤다. 구체적으로 말하면, 마테를링크가 변호사 생활을 접고 본격적으로 문학의 길로 접어든 것은 몇 달 동안의 파리 체류(1885년 가을~1886년 봄)와 그곳에서 만난 빌리에 드 릴라당(Villiers de l’Isle- Adam)의 영향 때문이다. 특히 빌리에와의 만남은 가장 아름다운 추억이고 가장 커다란 충격이었다고 그는 고백하고 있다. 빌리에를 통해 메테르링크는 신비(le mystérieux)와 운명(le fatal)과 저세상(l’au-delà)에 눈을 뜨게 되었으며, 말렌 공주 ․ 멜리장드 ․ 아스톨렌 같은 인물들은 빌리에와의 만남에서 태어난 것이라고 말한다. 같은 시기에 그는 14세기 플랑드르 출신의 신비주의자 라위스브루크를 발견하였고 또 독일 낭만주의 시인이자 상징주의의 선구자라고 할 수 있는 노발리스에게 관심을 갖게 되어 후에 이들의 작품을 번역하게 된다.
1886년 3월 마테를링크는 파리에서 만난 젊은 시인들과 잡지 ＜라 플레이아드(La Pléiade)＞를 창간하였고 여기에 자신의 첫 산문 작품인 ＜무고한 자들의 학살(Le Massacre des Innocents)＞(1886년 5월)을 발표한다. 이것은 플랑드르 출신 화가인 브뢰겔(Breughel)의 그림에서 영감을 얻은 것이다. 그는 또 파리에 체류하며 쓴 일련의 시를 모아 ≪온실(Serres chaudes)≫(1889)을 발표하는데 메테르링크는 이 시집이 베를렌, 랭보, 라포르그, 휘트먼 등의 영향을 받은 것이라고 고백한다. 이어 그의 첫 희곡 ＜말렌 공주(La Prin- cesse Maleine)＞(1889)를 발표하였으며 셰익스피어, 포, 반 레르베르크의 영향을 받은 이 작품은 옥타브 미르보의 ＜피가로＞ 기사를 통해 유명해진다. 1896년에는 수필집 ≪빈자의 보물(Le Trésor des humbles)≫을 발표하였고, 1908년 스타니슬랍스키가 연출한 ＜파랑새(L'Oiseau bleu)＞ 공연으로 대중에게 널리 알려지게 된다. 이어 1911년 노벨문학상을 수상하여 그의 작품이 전 세계에 알려지게 된다.
그의 가장 큰 성공은 동화극인 〈파랑새〉이다. 이 희곡은 여러 영화로 만들어졌으며, 그 중 1940년 테크니칼라에서 셜리 템플(그녀의 첫 실패 영화)과 유나이티드 스테이츠와 소련 연합의 프로덕션에서 만들어졌다.

## 작품 및 업적
그의 극작가로서의 경력은 1889년의 <왕녀 말렌>에서 시작되나 <침입자>(1890), <맹인들>(1890), <7명의 병든 왕녀>, <펠리아스와 멜리장드>(1892), <알라딘과 팔로미드>(1894), <실내>(1894), <틴타질르의 죽음>(1894) 등 자연주의 연극의 반동(反動)이라고 할 수 있는 19세기 말의 신낭만주의를 대표하는 작품이 계속된다.
이러한 작품의 공통된 특징은 일상생활의 내부에 깃들여 있는 신비적인 것의 정적인 표현인데, 마치 베일로 가려져, 우리들로서는 그 상태조차 알 수 없는 듯한 몽환적 분위기이며 그 밑바닥을 흐르는 것은 인간의 능력을 초월한 운명의 힘에 대한 감각이다. 따라서 메테를링크는 중세의 이야기를 제재로 즐겨 썼다. <펠리아스와 멜리장드>는 그 전형이라고 말할 수 있겠다.
그러나 그의 이른바 '정적 연극(靜的演劇：static theatre)론'은 가정 안에 침입해 온 죽음의 감각적 표현인 <침입자>나, 안내인이 죽어 숲속에서 헤매며 절망하는 장님들을 그린 <맹인들>이나, 행복한 가정을 안에, 그리고 거기에 슬픈 소식을 갖고 오는 이웃사람을 밖에 두고 아무것도 지껄이지 않는 실내 인간들의 드라마를 만드는 <실내> 등의 소품에 더욱 명확하게 실현되고 있다. '정적 연극'이란, 사건으로 가득 찬 비극보다도 깊은 진실을 나타내는 일상생활의 비극이라는 것이 존재한다는 메테를링크의 연극관으로서, 예컨대 의자에 앉아 아무것도 하지 않는 노인이라 해도, 그가 주변에 있는 모든 신비적인 힘이나 행위를 감각한다고 하면, 그쪽이 애인의 목을 졸라 죽이는 사나이나 승리를 외치는 병사보다도 진실한 인간적 생명을 표현할 수 있다는 것이다.
마테를링크는 상징주의가 꿈꾸었던 일종의 영혼의 연극을 창조한다. 이 새로운 형태 속에는 세 가지 개념이 들어 있다. 첫째는 움직이지 않고 수동적이며 미지의 것에 예민한 인물들이 있는 정적인 극이라는 점이며, 둘째는 숭고한 인물(종종 죽음과 동일시되는 이 숭고한 인물은 운명 혹은 숙명이며 죽음보다 더 잔인한 어떤 것이다.)의 존재를 들 수 있고, 셋째는 일상의 비극, 즉 산다는 일 자체가 비극적이라는 것이다. 그리하여 극 사건은 배우들의 양식화된 연기를 통해 운명과 마주한 영혼의 태도 및 숙명에 천천히 눈떠가는 것을 암시해야만 한다.
마테를링크가 인형극(théâtre pour marionnettes)이라고 부른 그의 초기작들은 사실주의 연극의 대척점에 있는 것으로 뤼네 포와 같은 상징주의자들에 의해 무대화되었다. 신비, 보이지 않는 운명의 힘, 그리고 현실 너머의 세계를 느끼게 하는 그의 극은 뒤에 오는 초현실주의자들 및 아르토와 베케트에게 영향을 끼치게 된다. 특히 침묵이 많고 대사와 대사가 때로는 논리적으로 이어지지 않는 베케트의 부조리극은 마테를링크를 닮아 있음을 발견하게 된다.
오늘날 메테를링크를 위대한 신비적 사상가로 부르는 사람은 없으나 그의 연극관이 지니는 새로움은 그 시비(是非)는 차치하고라도 인정해야만 할 것으로, 실제로 다른 것에의 영향은 컸었다. 그러나 1902년의 <몬나 반나>에서는 그의 새로움이 평범한 극적 수법으로 후퇴하고 있다. 세상의 평은 이 작품이나 <파랑새>(1908) 등에서 좋았으며, 예컨대 <파랑새>를 두고 매력적이라는 이상의 찬사를 주는 비평가는 오늘날 드물 것이다.

## 참고
- In the Scylla and Charybdis chapter of his novel Ulysses, James Joyce references Maeterlinck's La sagesse et la destinée.
- In the P.G. Wodehouse short story "Company for Gertude", Lord Emsworth emerges from the telephone cupboard to find his niece looking lovelorn and miserable. "She suggested something symbolic out of Maeterlinck", is how Wodehouse describes her.
- 이 문서에는 다음커뮤니케이션(현 카카오)에서 GFDL 또는 CC-SA 라이선스로 배포한 글로벌 세계대백과사전의 내용을 기초로 작성된 글이 포함되어 있습니다.
- 본 문서에는 지식을만드는지식에서 CC-BY-SA 3.0으로 배포한 책 소개글을 기초로 작성된 내용이 포함되어 있습니다.